# کلمبیا پیکچرز تله‌ویژن
کلمبیا پیکچرز تله‌ویژن (انگلیسی: Columbia Pictures Television) یک استودیوی تولید و پخش محصولات تلویزیونی بود که در ۶ مه ۱۹۷۴ توسط شرکت کلمبیا پیکچرز پایه‌گذاری شد و به‌مدت ۲۶ سال تا سال ۲۰۰۱ فعال بود. پس از این تاریخ، این استودیو با تری‌استار تله‌ویژن ادغام شد و امروزه با نام سونی پیکچرز تلویژن شناخته می‌شود.
از تولیدات این استودیو می‌توان به روزهای زندگی ما، فرشتگان چارلی، مانکیز، افسونگر، خواب جینی را می‌بینم، سفر به مرکز زمین، خانواده پارتریج، همگی در خانواده، متأهل… بچه‌دار و ساینفلد اشاره کرد.